# Germana

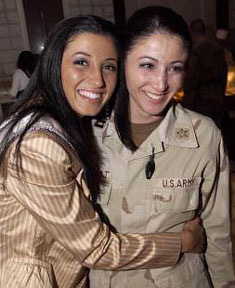
Germanes biològiques que comparteixen molts trets facials fenotípics

Una germana és una dona o una nena que comparteix pares o pares amb un altre individu; una germana femenina. L'homòleg masculí és un germà. Tot i que el terme normalment es refereix a una relació familiar, de vegades s'utilitza de manera entranyable per referir-se a relacions no familiars. Una germana plena és un familiar de primer grau.